# Będziemyśl (przystanek kolejowy)
Będziemyśl – przystanek osobowy we wsi Będziemyśl gm. Sędziszów Małopolski, w województwie podkarpackim, w Polsce.

## Ruch pasażerski
| Rok  | Wymiana pasażerska na dobę |
| ---- | -------------------------- |
| 2017 | 10-19                      |
| 2022 | 100-149                    |
| 2023 | 150-199                    |